# Elaeagnus triflora
Elaeagnus triflora — вид квіткових рослин з родини маслинкових (Elaeagnaceae). Поширення: Архіпелаг Бісмарка, Борнео, Ява, Малі Зондські острови, Малакка, Молуккські острови, Нова Гвінея, Філіппіни, Квінсленд, Соломонові острови, Сулавесі, Суматра, Тайвань. Населяє зарості, дуже рідкісний.

## Біоморфологічна характеристика
Це лазячий кущ. Молоді гілки та бруньки сріблясто-коричневі. Ніжка листка 6–11 мм; листова пластинка яйцеподібна, еліптична або майже кругла, 5–12 × 4–6 см, бічних жилок 5–8 з кожного боку середньої жилки, основа тупа або округла, верхівка гостра. Квітки білі; поодинокі в пазухах довгих пагонів та по 2–5 у вкороченому суцвітті. Плодоніжка звисає, тонка. Чашечка трубчаста, ≈ 3.5 мм; частки трикутно-яйцеподібні. Кістянка від широкоеліпсоїдної до еліпсоїдної, 1.8–2 см. Насінина 1.6–1.9 см.